# دشتتاخ
دشتتاخ تقع هذه القرية في أقصى شمال العراق قرب الحدود مع تركيا في محافظة دهوك .
تقع القرية على سهل منبسط مساحته مايقارب (92) دونم من الجهة الجنوبية والجنوبية الغربية لنهر هيزل الذي يفصل بين تركيا والعراق ومن الجهة اليسرى نهر سناط والجهة الشرقية سلاسل جبال سناط. وهي قرية صغيرة لم يتجاوز عدد ساكنيها العشرة عوائل. ويعود تاريخ نشوء القرية إلى زمن بعيد.
تبعد القرية عن مركز ناحية سندي بحدود (50) كلم، وهي مرتبطة بطريق جبلي مبلط، ساكني القرية الاصليين هم جماعات من أهالي قرية سناط، ويترددون إليها لغرض الزراعة ورعي المواشي.
تتمتع القرية بموقع ستراتيجي ومناخها بارد شديد الرياح وممطر شتاءً ومعتدل في الفصول الأخرى. يمتهن اهاليها زراعة مختلف المحاصيل وصيد الحيوانات الجبلية والاسماك، وهم على تواصل بينهم وبين اهاليهم في قرية سناط حيث كان أولادهم يواصلون تعليمهم في مدرسة سناط. تعرضت القرية مع توأمها (سناط) للترحيل والهدم في 15/8/1976 من قبل النظام السابق.